# Cerkljanski Vrh
Cerkljanski Vrh este o localitate din comuna Cerkno, Slovenia, cu o populație de 76 de locuitori.